# 江南都市報
《江南都市報》是一份由中國江西的江西日報社主辦的綜合性日報，於1994年4月1日創刊，前身是《贛江大衆報》。1997年8月1日改名為《江南都市報》。《江南都市報》以“关注都市冷暧，关心百姓疾苦”为主旨，是一份比较贴近百姓生活的报纸，发行量位居江西综合性日报首位。現任總編輯為王少君。
《江南都市报》是南昌市乃至整个江西省市场占有量最高、订阅户最多的报纸媒体，在全国报纸媒体的排名中，亦长期居于前30位。
《江南都市報》當中的“市民熱線”專欄，一直為讀者與民眾提供解決生活困苦的渠道。2003年榮獲“中國新聞名專欄”獎。不僅填補了江西新聞界空白，在中國的地方報業中也是獲得頭籌。
《江南都市報》廣告卻頗多，这在某种程度上影响了该报纸的影响力和可看度，亦受到讀者與民眾的批評。

## 外部連結
- 大江網 （页面存档备份，存于）
- 江南都市报官方微博 （页面存档备份，存于）
- [永久]